# Аутодафе
Израз аутодафе се односи на ритуал јавног кајања оптуженог јеретика или отпадника који се одвијао након суђења шпанске или португалске инквизиције. Аутодафе означава и свечано спаљивање јеретика у Шпанији, Португалу и њиховим колонијама до краја 18. века с циљем да се застраше противници католицизма и краљевог апсолутизма. Биле су спаљиване чак и књиге које су проглашаване јеретичким. Аутодафе су у новијој историји обновили нацисти 30-их година 20. века који су спалили милионе примерака „јеретичких“ књига. Auto de fe на средњовековном шпанском значи «верски чин» или »чин вере«. Израз се такође појављује у страним језицима у португалској верзији auto da fe (или auto da fé).